# Warnock-Inseln
Die Warnock-Inseln sind eine Inselgruppe im William-Scoresby-Archipel vor der Mawson-Küste des ostantarktischen Mac-Robertson-Lands. Sie liegen 1,5 km südlich und südwestlich von Dales Island am nördlichen Ende des Archipels.
Entdeckt und benannt wurde die Insel im Februar 1936 von Teilnehmern der britischen Discovery Investigations an Bord des Forschungsschiffs RRS William Scoresby. Namensgeber ist der Kanadier John Fleming Warnock (1887–1940), Zweiter Ingenieur auf diesem Schiff.